# T.120
Der ITU-T-Standard T.120 besteht aus einer Reihe von Kommunikations- und Anwendungsprotokollen, die Echtzeit-Datenverbindungen für Multimedia-Konferenzen ermöglichen. Mit Hilfe von T.120-basierter Software können mehrere Benutzer an Konferenzschaltungen teilnehmen, auch wenn sie verschiedene Arten von Netzwerken verwenden.
Möglichkeiten für T.120 Anwendungen sind zum Beispiel „Program Sharing“ (gemeinsames Verwenden eines Programms) oder dass jeder Teilnehmer der Konferenz auf einer vorgegebenen Fläche eines interaktiven Whiteboards schreiben und zeichnen kann.
Multimedia-Konferenzen sind ein Anwendungsgebiet der Telekommunikation, für das ITU-T seit 1996 eine ganze Reihe von technischen Spezifikationen festgelegt hat. Von Bedeutung sind folgende Standards: die T.120 Serie (T.120 bis T.128), T.134, T.135, T.136 und H.282.

## Belege
1. ↑  T.120 :: T120 :: ITWissen.info. In: itwissen.info. Abgerufen am 31. Dezember 2017.